# بوهيميان رابسودي
بوهيميان رابسودي (بالإنجليزية: Bohemian Rhapsody)‏ هي أغنية لفرقة الروك البريطانية كوين، وهي من تأليف فريدي ميركوري على ألبوم الفرقة ليلة في دارالأوبرا الذي أنتج عام 1975، وهو عبارة عن متتابعة مدتها ست دقائق، وتتكون من عدة أقسام بدون لازمة: مقدمة، مقطع أغنية، مقطع أوبرالي، مقطع هارد روك ومقطع ختامي. تعتبر الأغنية أهم أمثلة نوع البروغريسيف روك في السبعينات،  وكانت الأغنية هي الأكثر تكلفة في زمن إصدارها، رغم أنه لا يمكن تحديد تكلفة الإنتاج بدقة.
حققت الأغنية نجاحا تجاريا كبيرا عند إصدارها، حيث تصدرت قائمة أغاني المملكة المتحدة لتسعة أسابيع وبيع منها أكثر من مليون نسخة بحلول نهاية يناير 1976. ثم وصلت للمركز الأول ثانية في عام 1991 لمدة خمسة أسابيع أخرى عندما أعيد إصدار نفس النسخة القديمة، لتصبح في النهاية صاحبة ثالث أفضل مبيعات في المملكة المتحدة على الإطلاق.  كما أنها الأغنية الوحيدة التي تصدرت قائمة عيد الميلاد مرتين من نفس الفنان. وتصدرت قوائم الأغاني في العديد من الأسواق الأخرى، بما في ذلك كندا وأستراليا ونيوزيلندا وأيرلندا وهولندا، وأصبحت فيما بعد إحدى من أفضل الأغاني مبيعا على الإطلاق. أما في الولايات المتحدة، فقد بلغت الأغنية ذروتها في المركز التاسع في إصدارها الأصلي عام 1976. وعادت إلى قائمة بيلبورد في المركز الثاني في عام 1992 بعد وفاة فريدي ميركوري في عام 1991، فضلا عن ظهورها في فيلم عالم واين، الذي أحيى شعبيتها في البلاد من جديد.
ورغم أن ردود النقاد كان مختلطة في البداية، إلا أن الأغنية لا تزال إحدى أشهر أغاني كوين وغالبا ما توضع على القوائم الحديثة بين أعظم الأغاني على الإطلاق. ورافق هذه الأغنية فيديو ترويجي اعتبر رائدا من قبل عديد باحثي الموسيقى. وذكرت مجلة رولينج ستون: «تأثيرها لا يمكن المبالغة فيه، حيث أنها ابتكرت الفيديو كليب عمليا قبل سبع سنوات من بدء بث قناة إم تي في على الهواء». في عام 2004، تم إدخال «بوهيميان رابسودي» إلى قاعة مشاهير غرامي.  في عام 2012، تصدرت الأغنية قائمة استطلاع آي تي في الوطني في المملكة المتحدة عن «الأغاني المفضلة لدى الأمة» ضمن أكثر من 60 عاما من الموسيقى.

## بيبلوغرافيا
- Cunningham، Mark (أكتوبر 1995). "An Invitation to the Opera". Sound on Sound. مؤرشف من الأصل في 2016-06-11. اطلع عليه بتاريخ 2010-04-12.
- Hodkinson، Mark (2004). Queen: The Early Years. Music Sales Ltd. ISBN:1-84449-012-2.
- Corn، John (2005). Britain Since 1948. Folens Publishers. ISBN:1-84303-985-0.
- Heatley، Michael (2008). Massive Music Moments. Collins and Brown. ISBN:1-84340-493-1.
- "Grammy Hall of Fame Award". Grammy.com. 2004. مؤرشف من الأصل في 2013-03-14. اطلع عليه بتاريخ 2010-04-20.